# والتون مایکرو-تک
والتون مایکرو-تک (انگلیسی: Walton Micro-Tech) شرکت خوشه‌ای بنگلادشی است، که در سال ۱۹۷۷ تأسیس شد.